# El mucamo de la niña
El mucamo de la niña è un lungometraggio argentino del 1951 diretto da Enrique Carreras e da Juan Sires.

## Trama
Un giovane inizia a lavorare nella casa di un milionario per prendersi cura della figlia.